# كيمياء عضوية فلزية

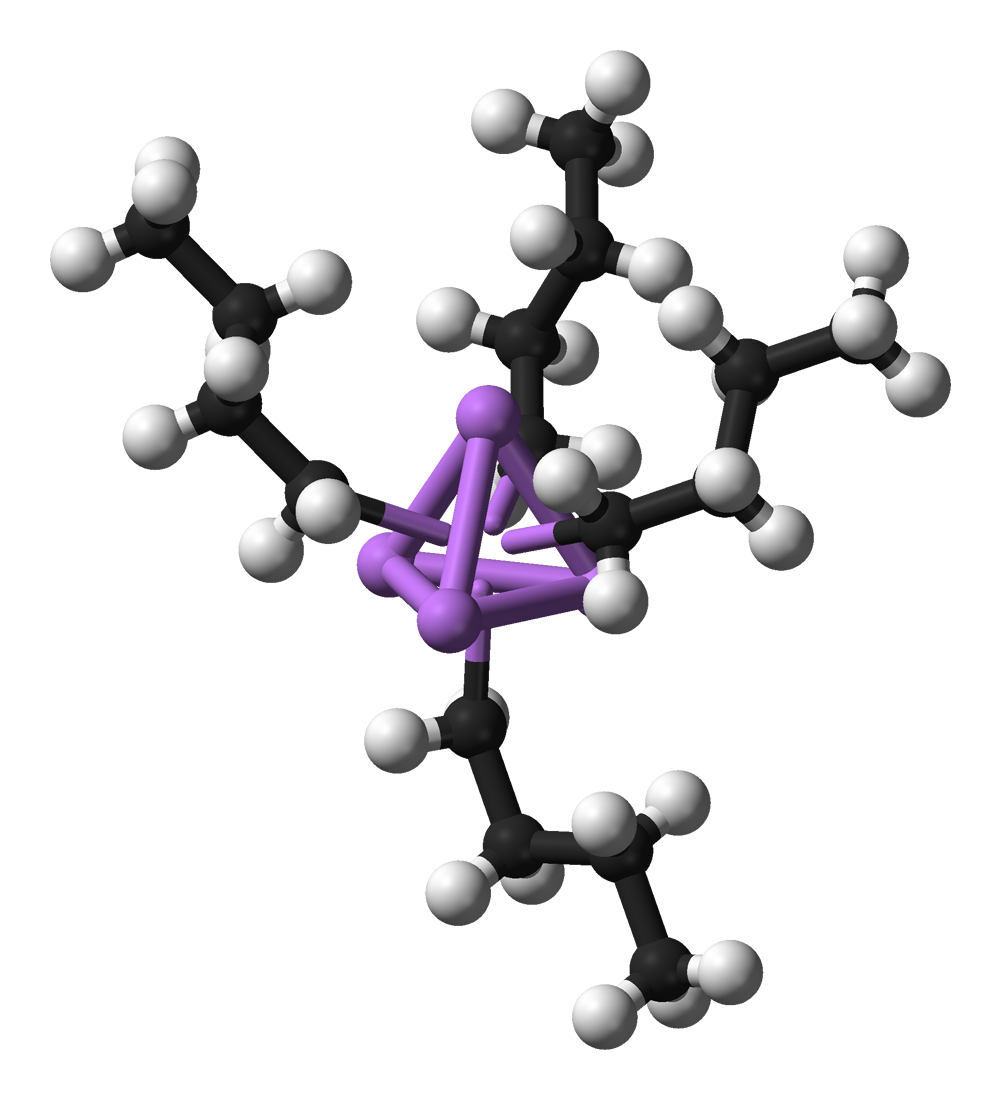
n-Butyllithium أحد المركبات العضوية الفلزية، والفلز فيها هو الليثيوم. ترتبط كل ذرة ليثيوم بمجموعة بوتيل (الكربون أسود والهيدروجين أبيض)

فروسين، أحد المركبات العضوية الفلزية ويحتوي على الحديد.

الكيمياء العضوية الفلزية هو علم دراسة المركبات الكيميائية التي تحتوي روابط بين كربون وفلز. بما أن الكثير من المركبات التي لا تحوي مثل هذه الروابط تكون متشابهة كيميائياً، يمكن بالتالي تحديد المركبات التي يدرسها هذا العلم بأنها الحاوية على روابط فلز-عنصر ذات الصفة التساهمية الكبيرة.
تأخذ الكيمياء العضوية الفلزية خصائص من الكيمياء العضوية واللاعضوية.
يحتوي المركب العضوي الفلزي على ذرة كربون C واحدة على الأقل وكذلك على ذرة فلز أو ذرة عنصر E ذو كهربائية موجبة (كهرجابية)، ويكونان مرتبطان ببعضهما البعض. وتكون الرابطة E-C بينهما في العادة رابطة قطبية. ويمكن للقسم العضوي في المركب العضوي الفلزي أن يرتبط برابطة أحادية أو ثنائية أو ثلاثية مع ذرة العنصر.
لا ينتمي الكربيد إلى المواد العضوية الفلزية، فمثلا الفولاذ وهو سبيكة من الحديد والكربون لا يعد من ضمن المواد العضوية الفلزية، أما الفرّوسين فهو من المركبات العضوية الفلزية. في مثال آخر، لا تنتمي مادة مثل أستيتات الصوديوم (H3C–COONa) إلى المركبات العضوية الفلزية بالرغم من وجود باقي عضوي على شكل مجموعة الميثيل (–H3C) ومن وجود ذرة فلز فيه، ذلك لأن المركب لا يحتوي على رابطة Na-C مباشرة. قياساً على ذلك، فإن كل من الكلوروفيل والهيموغلوبين ليسا من المركبات العضوية الفلزية لانتقاء وجود الرابطة المباشرة بين عنصر الكربون والمغنسيوم والحديد، على الترتيب في الناتجين الطبيعيين المذكورين.

## خصائص المركبات العضوية الفلزية

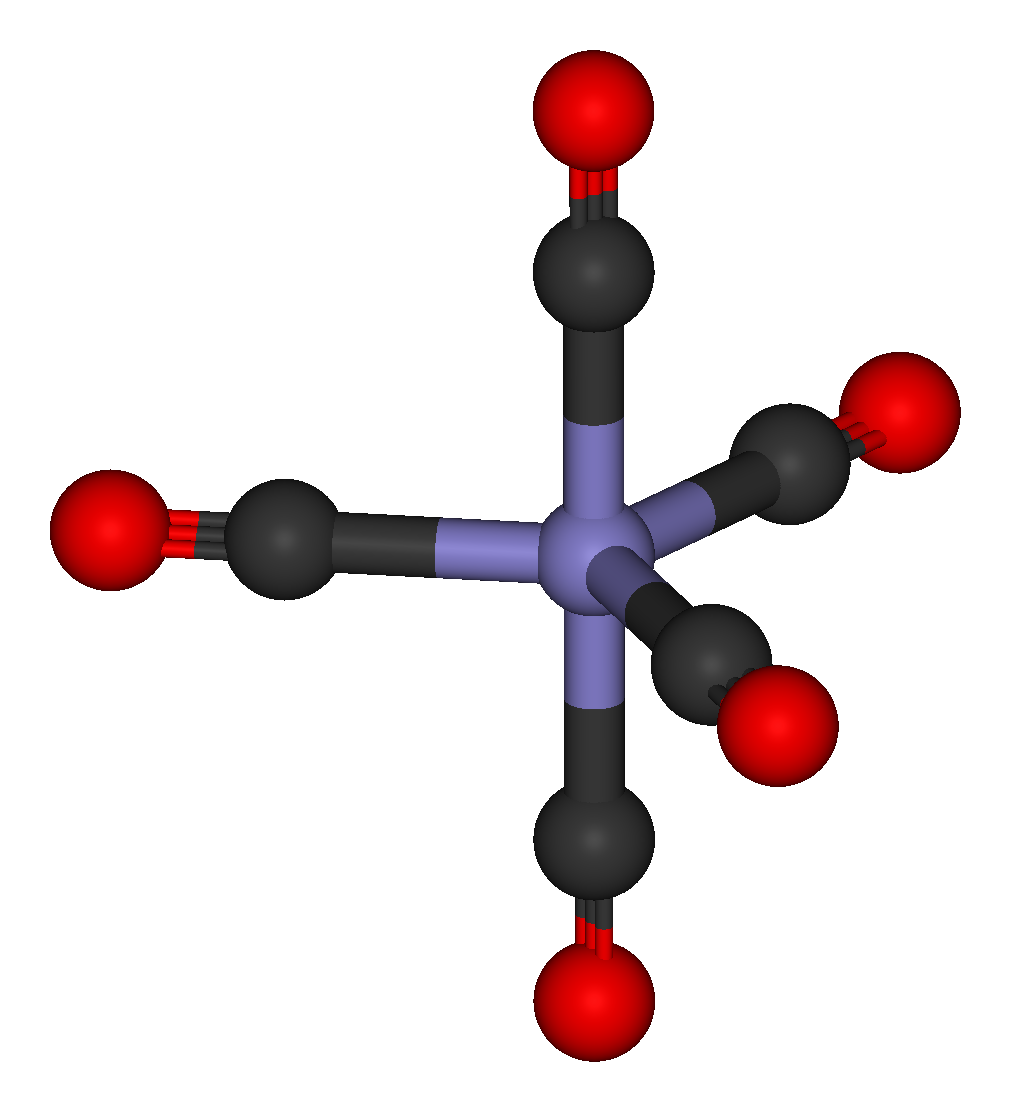
خماسي كربونيل الحديد
ترتبط ذرة الحديد بخمسة مجموعات من أول أكسيد الكربون CO.

بصفة عامة تكون المركبات العضوية الفلزية قابلة للاشتعال. ومنها ما يشتعل فجأة من ذاته في الهواء. وفي حالة المركبات المحتوية على فلز غير نبيل يحترق الجزيء العضوي كما يحترق أيضا الفلز، حيث يتحول إلى أكسيد الفلز.
وبينما تكون ذرات الفلز محاطة بذرات أخرى كثيرة منه في قطعة معدنية، تكون ذرات الفلز موزعة في المركبات العضوية الفلزية على مسافات كبيرة، مما يجعل تفاعلها يكون أشد من تفاعلها وهي في هيئة قطعة معدنية .
كثير من المركيات العضوية الفلزية وعلى الأخص المحتوية على فلز قلوي تكون قاعدة قوية - وبعضها يحتسب من ضمن أقوى أنواع القواعد الكيميائية. وهي تتفاعل بشدة مع الماء، وهي ليست مستقرة عندما توجد في وسط حمضي.
تعتبر المركبات العضوية الفلزية شديدة الحساسية للرطوبة والهواء، ويجب التعامل بمعزل عن الهواء باستخدام غاز واقي أو تحفظ وتعامل في مذيب خامل.

## انتماء الكيمياء العضوية الفلزية

بنية جزيء رباعي كربونيل النيكل.

طبقا للمتعارف عليه، تنتمي جميع المركبات المحتوية على الكربون والهيدروجين إلى الكيمياء العضوية وبالتالي يمكن أن ترى الكيمياء العضوية الفلزية على أنها تنتمي إلى الكيمياء العضوية. ومن جهة أخرى تنتمي كيمياء الفلزات وأيونات الفلزات في العادة إلى الكيمياء اللاعضوية. لهذا يرى البعض في حالة الكيمياء العضوية الفلزية صعوبة في انتمائها، هل تنتمي إلى الكيمياء العضوية أم إلى الكيمياء الغير عضوية؟ وفي الحقيقة أنها تنتمي إلى هذين الفرعين من الكيمياء حيث تجتمع فيها بعض خصائص كل منهما أو يعتبرها البعض مجالا علميا منفردا بذاته.
من جهة أخرى فمن المعقول أن نفرق بين هذين النوعين من الكيمياء بحسب محط الاهتمام البحثي. فإذا كان المجال الرئيسي للبحث هو خواص الفلزات أو بالتالي خواص العناصر فيمكننا القول بأننا نتعامل مع الكيمياء اللاعضوية. أما إذا كان المركب العضوي الفلزي يستخدم كوسيلة لتغيير جزيء عضوي نقي فإننا نكون نعمل في مجال الكيمياء العضوية.
وعندما يكون محط اهتمامنا الرابطة بين الفلز والكربون فهذا يكون بالفعل مجال الكيمياء العضوية الفلزية.
وبالنسبة إلى مواد مثل كربونيلات الفلزات (رباعي كربونيل النيكل Ni(CO)4 على سبيل المثال) حيث ترتبط ذرة الفلز مع أحادي أكسيد الكربون، فهو يبين صعوبة تصنيف انتمائها لنوعي الكيمياء : ويصنف أحادي أكسيد الكربون مثله مثل ثنائي أكسيد الكربون لدى الكيميائيين عادة كمواد لاعضوية، مما يشير إلى اعتبار كربونيل الفلز ينتمي إلى مواد الكيمياء اللا عضوية. إلا أن أحادي أكسيد الكربون في مركب الكربونيل يرتبط بواسطة الكربون بذرة الفلز، ونظراً لخصائص مركبات الكربونيل فيمكن اعتبارها تنتمي إلى الكيمياء العضوية الفلزية.

## تطبيقاتها
تستخدم المركبات العضوية الفلزية في صناعة بعض أنواع أشباه الموصلات مثل شبه الموصل من النوع III-V، وكذلك في صناعة بعض أنواع الثنائي الضوئي.
وتستخدم المركبات العضوية الفلزية كمحفزات في التفاعلات الكيميائية وبصفة خاصة في تفاعلات أحادي أكسيد الكربون والألكينات لتكوين البوليمرات. ويتم إنتاج البولي إثيلين والبولي بروبيلن عن طريق استخدام محفزات الكيمياء العضوية الفلزية، وهي تعرف بحفازات تسيغلر-ناتا.
كذلك يتم إنتاج حمض الخليك بواسطة حفازات كربونيل الفلز في عملية مونسانتو وعملية كاتيفا. وتحضر معظم الكحوليات الصناعية - وعلى الأخص الكحوليات الأكبر من الإيثانول - بطريقة هدرجة الألدهيدات. كما أن تحضير الألدهيات الصناعية يتم بطريقة تفاعل أوكسو. كذلك يستخدم تفاعل فاكر في أكسدة الإيثيلين ليصبح أسيتالدهيد .
تتميز المركبات العضوية لليثيوم والمركبات العضوية للمغنسيوم والمركبات العضوية للألومنيوم بأنها قلوية قوية، وبأنها مواد اختزال فعالة.

## اقرأ أيضاً
- فلزنة
- كيمياء عضوية فلزية حيوية